# Chanousse
Chanousse – miejscowość i gmina we Francji, w regionie Prowansja-Alpy-Lazurowe Wybrzeże, w departamencie Alpy Wysokie.

## Demografia
Według danych na rok 1990 gminę zamieszkiwało 30 osób, a gęstość zaludnienia wynosiła ~1 osobę/km². W styczniu 2015 r. Chanousse zamieszkiwało 61 osób, przy gęstości zaludnienia wynoszącej 3 osoby/km².